# Камбоџа на Светском првенству у атлетици на отвореном 2013.
Камбоџа је учествовала на Светском првенству у атлетици на отвореном 2013. одржаном у Москви од 10. до 18. августа осам пута. Репрезентацију Камбоџе представљао је један атлетичар који се такмичио у трци на 800 метара.,
На овом првенству Камбоџа није освојила ниједну медаљу. Постигнут је лични рекорд сезоне. 

## Резултати

### Мушкарци
| Атлетичарка  | Дисциплина | Лични рекорд | Квалификације | Квалификације | Полуфинале           | Полуфинале           | Финале               | Финале       | Детаљи                                     |
| Атлетичарка  | Дисциплина | Лични рекорд | Резултат      | Место         | Резултат             | Место                | Резултат             | Место        | Детаљи                                     |
| ------------ | ---------- | ------------ | ------------- | ------------- | -------------------- | -------------------- | -------------------- | ------------ | ------------------------------------------ |
| Samorn Kieng | 800 м      | 1:53,17      | 1:55,17 ЛРС   | 6. гр. 3      | Није се квалификовао | Није се квалификовао | Није се квалификовао | 44 / 47 (49) | Архивирано на веб-сајту (1. новембар 2013) |